# Bonita Granville
Bonita Granville (ur. 2 lutego 1923 w Chicago, zm. 11 października 1988 w Santa Monica) – amerykańska aktorka, nominowana do Oscara za rolę drugoplanową w filmie Ich troje.

## Filmografia (wybrana)
Opracowano na podstawie źródła
- 1932: Westward Passage jako mała Olivia Allen
- 1933:
  - Piękność na sprzedaż jako mała dziewczynka u Madame Sonii
  - Kawalkada jako Fanny
  - Małe kobietki jako koleżanka Amy

- 1934: Ania z Zielonego Wzgórza jako uczennica

- 1935: Burzliwa młodość jako Mildred Miller
- 1936:
  - Ich troje jako Mary Tilford
  - Ogród Allaha jako uczennica szkoły przyklasztornej
  - Wielki dzień jako Mollser Gogan
- 1937:
  - Dziesięć lat życia jako Isabella
  - 24 godziny miłości jako Gracie Kane
  - Call It a Day jako Ann Hilton
  - Czarownica z Salem jako Ann Goode
- 1938:
  - My Bill jako Gwendolyn "Gwen" Colbrook
  - Ukochany brzdąc jako Roberta Morgan
  - Nancy Drew: Detective jako Nancy Drew
  - Hard to Get jako Connie Richards
- 1939:
  - Nancy Drew: Reporter jako Nancy Drew
  - The Angels Wash Their Faces jako Peggy Finnegan
- 1940:
  - Gallant Sons jako Kate Pendelton
  - Śmiertelna zawierucha jako Elsa
  - Those Were the Days jako Martha Scroggs
  - Escape jako Ursula
  - Trzeci palec u lewej ręki jako Vicky Sherwood
  - 40 Little Mothers jako Doris
- 1941:
  - H.M. Pulham, Esq. jako Mary Pulham
  - Down in San Diego jako Betty Haines
  - The People vs. Dr. Kildare jako Frances Merlowe
  - The Wild Man of Borneo jako Francine "Frankie" Diamond
- 1942:
  - Trzy kamelie jako June Vale
  - Szklany klucz jako Opal "Snip" Madvig
  - Seven Miles from Alcatraz jako Anne Porter
- 1943: Dzieci Hitlera Anna Miller
- 1944:
  - Youth Runs Wild jako Toddy
  - Andy Hardy's Blonde Trouble jako Kay Wilson
  - Song of the Open Road jako Bonnie
- 1946:
  - Suspense jako Ronnie
  - The Truth About Murder jako Christine Allen
- 1947:
  - Miłość zadrwiła z Andy'ego Hardy'ego jako Kay Wilson
  - The Guilty jako Estelle Mitchell/Linda Mitchell
- 1949: Strike It Rich jako Julie Brady
- 1950: Guilty of Treason jako Stephanie Varna
- 1955: The Eddie Cantor Comedy Theater jako Pearl
- 1956: The Lone Ranger jako Welcome Kilgore
- 1981: Legenda o samotnym jeźdźcu jako kobieta